# قلمرو یوتا
قلمرو یوتا (به انگلیسی: Territory of Utah) یکی از قلمروهای ایالات متحده آمریکا بود. این قلمرو در ۹ سپتامبر ۱۸۵۰ میلادی توسط کنگره ایالات متحده آمریکا سازماندهی شد و سرانجام در ۴ ژانویه ۱۸۹۶ به ایالت یوتا تبدیل شد. تاسیس این قلمرو بخشی از مصالحه ۱۸۵۰ بود.

محدوده قلمرو یوتا از زمان تاسیس توسط کنگره در سال ۱۸۵۰ میلادی، تا تبدیل شدن آن به یک ایلالت در سال ۱۸۹۶ میلادی.